# Javier Aguirre
Javier Aguirre Onaindía (Mexikóváros, 1958. december 1. –) mexikói labdarúgóedző, hátvéd. Korábban két ízben is irányította hazája válogatottját, de a 2010-es labdarúgó-világbajnokság után menesztették, később a japán és az egyiptomi válogatott szövetségi kapitánya is volt.